# Józef Szlifirski
Józef Szlifirski  (ur. 28 października 1810 w Warszawie, zm. 28 lipca 1852 w Tomaszowie Mazowieckim), urzędnik pocztowy i municypalny, trzeci burmistrz Tomaszowa Mazowieckiego (w latach 1847-1852).
Był synem Wojciecha i Marianny z Podgórskich. Naukę pobierał w Szkole Wyższej w Końskich. Do Tomaszowa przybył z Końskich w początkach lat dwudziestych. Pracę rozpoczął w 1825 jako aplikant, a następnie pisarz w Stacji Pocztowej w Tomaszowie. W latach 1827–1830 pracował w urzędzie wójta w osadzie Tomaszów Mazowiecki. Po nadaniu osadzie praw miejskich Szlifirski był zatrudniony jako aplikant burmistrza. W marcu 1831 objął, po Franciszku Sroczkowskim, który zaciągnął się do wojska, stanowisko ławnika-sekretarza. Jako motywację powołania na tę funkcję podano dobrą znajomość języka niemieckiego. W 1832 został mianowany zastępcą burmistrza Ujazdu. W 1841 został wysunięty na stanowisko burmistrza tego miasta, na które jednak nie został zatwierdzony. W 1845 mianowany burmistrzem miasta Jeżowa. Funkcję burmistrza Tomaszowa objął w 1847, po siedmioletnim sprawowaniu jej przez Gedeona Goedela. Wcześniej, po śmierci burmistrza Antoniego Wrońskiego w 1840 roku Szlifirski czasowo pełnił obowiązki burmistrza Tomaszowa. Podejmował wiele działań i zabiegów mających na celu ożywienie gospodarcze miasta. W czasie pełnienia przez niego funkcji burmistrza przeprowadzono regulację terytorium miasta, które uzyskało status miasta rządowego. Dbał Szlifirski o stan sanitarny miasta. Podczas epidemii cholery (1852) powołał Miejski Komitet Choleryczny i sam stanął na jego czele. Posiadał bibliotekę domową. Zmarł 28 lipca 1852 roku w Tomaszowie na cholerę.
Żonaty był z Marianną Śniegocką (ur. 1812 r.), córką Piotra i Józefy z Łobaczewskich; miał synów: Józefa Jana (ur. 26 XII 1833 r.), urzędnika pocztowego, uczestnika powstania styczniowego, Romana Lucjana (ur. 9 IX 1836 r.), Konstantego Ryszarda (ur. 11 III 1839 r., urzędnika magistratu w Tomaszowie, uczestnika powstania styczniowego) oraz córki: Marię Łucję (ur. 13 XII 1841 w T.M.), szwaczkę, i Mariannę Annę. W powstaniu styczniowym brał udział młodszy brat Józefa Brunon Szlifirski (ur. 1824), który zdezerterował z armii rosyjskiej i przyłączył się do powstańców. Potomkowie Józefa Szlifirskiego mieszkają w Tomaszowie Mazowieckim do dnia obecnego.